# 独木水库
独木水库，位于中华人民共和国云南省曲靖市麒麟区东南部东山镇境内，是九龙河上游篆长河上的大型水库。建于1958年。总库容10560万立方米，兴利库容9943万立方米，死库容198万立方米。正常蓄水位对应水面面积10.2平方千米。水库大坝为均质土坝，坝顶长156米，最大坝高为36.3米。水库有限灌溉面积0.62万公顷，年发电量634万千瓦时。独木水库是云南省境内南盘江流域最早建成的大型水库，现为曲靖市城区重要水源地。
独木水库周边区域是曲靖重要的产煤地区之一，过去煤炭开采活动对水库水质影响很大。曲靖市政府将独木水库确定作为饮用水源之后，进行了治理，2004年实施了《云南省曲靖独木水库保护条例》。现水库水质已明显好转。